# Anselme Crignon d'Ouzouer
Pour les autres membres de la famille, voir Famille Crignon de Bonvalet.
Anselme Crignon d'Ouzouer ou Anselme Crignon de Bonvalet est un négociant, homme de lettres et homme politique français né à Orléans le 20 juin 1755 et mort dans cette même ville le 4 décembre 1826.

## Biographie
Anselme Crignon d'Ouzouer naît à Orléans le 20 juin 1755 dans l'ancienne province de l'Orléanais du royaume de France sous le règne du roi Louis XV. Parent d'Étienne Crignon-Bonvallet et des maire Antoine Crignon des Ormeaux et François-Anselme Crignon de Bonvalet, il est le fils d'Anselme Crignon de Bonvallet, écuyer, contrôleur des guerres et échevin d'Orléans, et de de Marie Elisabeth Sinson de Sevestreville (veuve en premières noces de Jean-Alexandre Jogues des Ormeaux). Gendre de Claude Vandebergue-Seurrat, il est le père d'Augustin Crignon de Montigny.
Après de bonnes études classiques, il s'adonne à la littérature en même temps qu'au négoce. En 1783, les affaires de son commerce l'ayant obligé d'aller à Nantes, il se rend de cette ville à Marseille, en traversant le midi de la France, dont il visite les antiquités en amateur érudit. 
Membre de l'assemblée provinciale de la généralité d'Orléans, il prend parti contre la Révolution française et est arrêté et emprisonné en 1793.
Royaliste, il n'accepte pas de fonction avant la Restauration et est élu député du Loiret le 22 août 1815. Siégeant dans la majorité de la Chambre introuvable, puis avec les ultraroyaliste, il obtient successivement sa réélection en 1816, 1817 et 1822. Il collabore au Conservateur et Drapeau blanc.
Il est fait chevalier de l'ordre royal de la Légion d'honneur le 1er mai 1821.
Il meurt à l'âge de 71 ans le 4 décembre 1826 à Orléans dans le département du Loiret.

## Publications
- Parlerai-je encore de Lyon ? (1818)
- Les Orangers, les vers à soie et les abeilles, poëmes, traduits du latin [de Veschambez] et de l'italien [de G. Vida et de G. Ruccelai], suivis de quelques lettres sur nos provinces méridionales et de pièces fugitives (1786)
- Pourquoi les ministres ont-ils retiré la loi qu'ils avaient proposée sur leur responsabilité ?

## Pour approfondir